# 에히메현 제1구
에히메현 제1구(愛媛県 第1区)는 일본의 중의원 선거구이다. 1994년 공직선거법으로 신설되었다.

## 지역
- 마쓰야마시 일부

## 역대 중의원 의원
- 세키야 가츠스쿠 (소속정당: 자유민주당, 임기: 1996년 ~ 2000년)
- 시오자키 야스히사 (소속정당: 자유민주당, 임기: 2000년 ~ 2021년)